# Lithobius alpinus
Lithobius alpinus är en mångfotingart som beskrevs av Oswald Heer 1845. Lithobius alpinus ingår i släktet Lithobius och familjen stenkrypare.
Artens utbredningsområde är Schweiz. Inga underarter finns listade i Catalogue of Life.